# Белокачулата еления
Белокачулатата еления (Elaenia albiceps) е вид птица от семейство Tyrannidae. Видът е незастрашен от изчезване.

## Разпространение
Разпространен е в Аржентина, Боливия, Бразилия, Чили, Колумбия, Еквадор, Фолкландските острови, Парагвай, Перу и Уругвай.